# John Pollini
John Pollini (* 15. August 1945 in Boston) ist ein US-amerikanischer Klassischer Archäologe.

## Leben
Er erwarb den B.A. magna cum laude, Classics, an der University of Washington (1968), den M.A. Alte Geschichte und Mittelmeerarchäologie, University of California at Berkeley (1973) mit der Masterarbeit Two Marble Portrait Statues of Pugilists from Carian Aphrodisias: Iconography and Third Century A.D. Sculptural Traditions in the Roman East und den PhD, Ancient History und Mediterranean Archaeology, University of California at Berkeley (1978) (interdisziplinäres Programm mit den Abteilungen Kunstgeschichte, Altertumswissenschaft und Geschichte; Hauptfach: etruskische und römische Kunst und Archäologie; Nebenfächer: Griechische Kunst und Archäologie und römische Geschichte; Ph.D. Äquivalenzprüfungen in Altgriechisch und Latein) mit der Dissertation Studies in Augustan “Historical” Reliefs. Als Mellon Postdoctoral Fellow forschte er von 1978 bis 1979 am Department of Classics der Case Western Reserve University. Von 1979 bis 1980 unterrichtete er als Visiting Assistant Professor am Department of Classics der Johns Hopkins University. Als Kurator kümmerte er sich von 1980 bis 1987 um das Johns Hopkins University Archaeological Museum. Als Assistant Professor dozierte er von 1980 bis 1987 am Department of Classics der Johns Hopkins University. Er war von 1987 bis 1991 Associate Professor am Department of Art History und am Department of Classics (Nebenberufung) der University of Southern California. Von 1990 bis 1993 war er Vorsitzender der Abteilung für Kunstgeschichte an der University of Southern California. Seit 1991 lehrt er als Professor am Institut für Kunstgeschichte der University of Southern California (Universitätsprofessor für Geschichte und Außerordentlicher Professor für Klassische Philologie). Als Dekan leitete er von 1993 bis 1996 die School of Fine Arts der University of Southern California.

## Schriften (Auswahl)
- The Portraiture of Gaius and Lucius Caesar. Fordham University Press, New York 1987, ISBN 978-0-8232-1127-2.
- Roman Portraiture. Images of Character and Virtue. Selections from the J. Paul Getty Museum. March 28–April 20, 1990. S/M Printing, Los Angeles 1990, ISBN 0-945192-04-5.
- Gallo-Roman Bronzes and the Process of Romanization. The Cobannus Hoard (= Monumenta Graeca et Romana. Band 9). Brill, Leiden 2002, ISBN 90-04-12437-3.
- The deNion Head. A Masterpiece of Archaic Greek Sculpture. Philipp von Zabern, Mainz 2003, ISBN 3-8053-3149-5.
- als Herausgeber: Terra Marique. Studies in Art History and Marine Archaeology in Honor of Anna Marguerite McCann on the Receipt of the Gold Medal of the Archaeological Institute of America. Oxbow Books, Oxford 2005, ISBN 1-84217-148-8.
- From Republic to Empire. Rhetoric, Religion, and Power in the Visual Culture of Ancient Rome (= Oklahoma series in classical culture. Band 48). University of Oklahoma Press, Norman 2012, ISBN 90-04-12437-3.